# Château de Saint-André (Alpes-Maritimes)
Pour les articles homonymes, voir Château de Saint-André.
Le château de Saint-André est un château situé à Saint-André-de-la-Roche. Le château est inscrit au titre des monuments historiques par arrêté du 10 juin 1975 et classé à la même date.

## Historique
Saint-André est mentionné pour la première fois le 9 décembre 999, dans le testament d'Odile qui a donné une propriété située à la villa della Rocca à l'abbaye Saint-Pons de Nice. Elle avait été mariée une première fois avec Miron puis, avant 1010, avec Laugier, seigneur de Vence.
Le fief a appartenu à Raybaud Chabaud, seigneur de Tourettes, en 1441. En 1555, Melchior Michelotti a épousé la fille de Jean III Chabaud et a alors acquis les trois quarts du fief.
En 1606, Pierre Thaon, fils de Philippe Thaon (mort en 1635), épouse Camilla Michelotti (née v. 1580), fille de Melchiorre Michelotti (né v. 1547) et de Brigitte Doria. Elle a été l'héritière du fief de Revel, constitué d'une partie du quartier de Tourettes, à Tourrette-Levens (où subsiste le château de Revel) près de Nice, et de Saint-André, à Saint-André-de-la-Roche.
Le château est mentionné pour la première fois en 1624. Le document fait mention d'une donation des biens du chanoine Jules Thaon à son neveu Charles Antoine Thaon à condition de pouvoir habiter au château. La transformation de la maison forte en villa doit probablement dater de cette donation.
Le château de Saint-André comprend trois parties :
- à l'est, une ancienne maison forte, comme le montrent les embrasures de tir dans le soubassement. Le château devait garder les gorges du Paillon à sa confluence avec le Paillon de Saint-André. Il a été transformé en villa quand il a perdu son intérêt militaire, au XVIe siècle. La riche décoration baroque des plafonds tranche avec la sobriété des façades. On trouve la date de 1775 sur un des décors de salon. Les fresques ont parfois été attribuées aux frères Galliari, mais sans preuve. D'autres ont évoqué une intervention d'Abraham Van Loo, sans plus de preuve.
- à l'ouest, une chapelle de style baroque dont le style se rapproche de celui de Marc'Antonio Grigho qui était venu travailler à Monaco en 1665 sur le couvent et la chapelle de la Visitation, puis à Nice en 1680,
- entre les deux bâtiments et les reliant, une longue loggia avec des arcades aveugles, construite après 1725, décorée en stucs.

La famille Thaon de Revel a choisi de suivre la maison de Savoie. Ces membres les plus importants se sont donc établis à Turin et le château de Saint-André a été un lieu de réception quand ils venaient dans le comté de Nice.
En germinal an VI, le château est acquis par un arpenteur de Nice. Mais en 1812 il est rétrocédé à la famille Thaon de Revel et de Saint-André. Les Thaon de Revel se sont définitivement établis à Turin après l'annexion du comté de Nice à la France. Ils ont vendu en 1862 leur château à l'hospice Saint-Paul.
Le château va alors connaître plusieurs usages avant d'être repris par l'association des Compagnons d'Emmaüs de Saint-André-de-la-Roche.